# 马新亮
马新亮，中华人民共和国教育部长江学者讲座教授，美国心脏学会研究员，国家心血管临床研究中心（安贞）首席科学家，首都医科大学心血管疾病转化医学中心主任，主要从事缺血心肌损伤的发病机制与防治研究工作。